# LEN European Cup 1981-1982
La LEN European Cup 1981-1982 è stata la diciannovesima edizione del massimo trofeo continentale di pallanuoto per squadre di club.
Le otto squadre qualificate alla fase finale hanno disputato due turni a gironi.
Nel gruppo finale, i padroni di casa e campioni di Spagna in carica del CN Barcellona hanno conquistato la loro prima coppa.

## Gironi di semifinale

### Gironi
| Gruppo A         |
| sede: Barcellona |
| - Barcellona     |
| - Bogliasco      |
| - Marsiglia      |
| - Spandau        |

| Gruppo B         |
| sede: Veenendaal |
| - Alphen         |
| - Ethnikos       |
| - Jug Dubrovnik  |
| - Vasas          |

### Gruppo A
|    | Semifinali 1981-1982 | Pti | G | V | N | P | GF | GS | DR  |
| -- | -------------------- | --- | - | - | - | - | -- | -- | --- |
| 1. | Spandau              | 6   | 3 | 3 | 0 | 0 | 36 | 26 | +10 |
| 2. | Barcellona           | 4   | 3 | 2 | 0 | 1 | 35 | 30 | +5  |
| 3. | Bogliasco            | 3   | 3 | 1 | 0 | 2 | 33 | 33 | 0   |
| 4. | Marsiglia            | 0   | 3 | 0 | 0 | 3 | 27 | 43 | -16 |

|  | Barcellona | 13-12 | Bogliasco |
|  | Spandau    | 16-9  | Marsiglia |

|  | Barcellona | 14-9 | Marsiglia |
|  | Spandau    | 11-8 | Bogliasco |

|  | Barcellona | 8-9  | Spandau   |
|  | Bogliasco  | 13-9 | Marsiglia |

### Gruppo B
|    | Semifinali 1981-1982 | Pti | G | V | N | P | GF | GS | DR  |
| -- | -------------------- | --- | - | - | - | - | -- | -- | --- |
| 1. | Vasas                | 5   | 3 | 2 | 1 | 0 | 33 | 24 | +9  |
| 2. | Alphen               | 5   | 3 | 2 | 1 | 0 | 30 | 27 | +3  |
| 3. | Jug Dubrovnik        | 2   | 3 | 1 | 0 | 2 | 26 | 28 | -2  |
| 4. | Ethnikos             | 0   | 3 | 0 | 0 | 3 | 22 | 32 | -10 |

|  | Alphen | 10-10 | Vasas    |
|  | Jug    | 11-6  | Ethnikos |

|  | Alphen | 10-9 | Jug      |
|  | Vasas  | 11-8 | Ethnikos |

|  | Alphen | 10-8 | Ethnikos |
|  | Vasas  | 12-6 | Jug      |

## Girone finale
|  |    | Finali 1981-1982 | Pti | G | V | N | P | GF | GS | DR |
|  | -- | ---------------- | --- | - | - | - | - | -- | -- | -- |
|  | 1. | Barcellona       | 6   | 3 | 3 | 0 | 0 | 36 | 31 | +5 |
|  | 2. | Spandau          | 3   | 3 | 1 | 1 | 1 | 30 | 28 | +2 |
|  | 3. | Vasas            | 3   | 3 | 1 | 1 | 1 | 34 | 33 | +1 |
|  | 4. | Alphen           | 0   | 3 | 0 | 0 | 3 | 20 | 28 | -8 |

|  | Barcellona | 9-8   | Alphen |
|  | Spandau    | 11-11 | Vasas  |

|  | Barcellona | 15-12 | Vasas  |
|  | Spandau    | 8-5   | Alphen |

|  | Barcellona | 12-11 | Spandau |
|  | Vasas      | 11-7  | Alphen  |

### Campioni
- Barcellona Campione d'Europa:

Salvador Franch, Joan Marimón, Diego Odena, Manuel Estiarte, Jordi Carmona, Juan Jané, Frederic Sabrià, Miquel Chillida, Joaquim Barceló, Ernesto González, Ignacio Lobera, Antoni Aguilar, Leandre Ribera.

## Fonti
- (EN)  LEN, The Dalekovod Final Four - Book of Champions 2011, 2011 (versione digitale)